# Кынгыр
Кынгыр (устар. Тюрьгюм) — река в России, протекает по Бураевскому, Мишкинскому и Бирскому районам Башкортостана. Длина реки составляет 41 км, площадь водосборного бассейна 422 км².
Начинается у села Новокарагушево. Течёт на юго-запад через Ленин-Буляк, Кызыл-Юл, Тигирменево, Баймурзино, Букленды, Чураево. Около Старокульчубаево поворачивает на юг. Далее протекает через Курманаево и Сосновку. Устье реки находится в 4,9 км по правому берегу реки Бирь.
Основные притоки — Альпияз (лв), Алпияз (лв), Сухоязы (пр, в 18 км от устья), Чапаевский (пр), Секияз (пр, в 24 км от устья), Дюменер (пр).

## Данные водного реестра
По данным государственного водного реестра России относится к Камскому бассейновому округу, водохозяйственный участок реки — Белая от города Бирск и до устья, речной подбассейн реки — Белая. Речной бассейн реки — Кама.
Код объекта в государственном водном реестре — 10010201612111100025506.